# Cantuaria kakahuensis
Cantuaria kakahuensis là một loài nhện trong họ Idiopidae.
Loài này thuộc chi Cantuaria. Cantuaria kakahuensis được Raymond Robert Forster miêu tả năm 1968.